# پاراید نایرا
پاراید نایرا (به لاتین: Paraid Naira) یک کوه در سوئیس است که در ایشگل واقع شده‌است. پاراید نایرا ۳٬۰۱۵ متر بالاتر از سطح دریا واقع شده‌است.